# Temporada 2010 de GP2 Series
La temporada 2010 de GP2 Series fue la sexta edición de dicha competición. Empezó oficialmente el 8 de mayo en Barcelona y finalizó en Yas Marina el 14 de noviembre. El ganador de esta temporada fue Pastor Maldonado, quien se proclamó campeón en la carrera larga de la ronda de Monza.

## Escuderías y pilotos

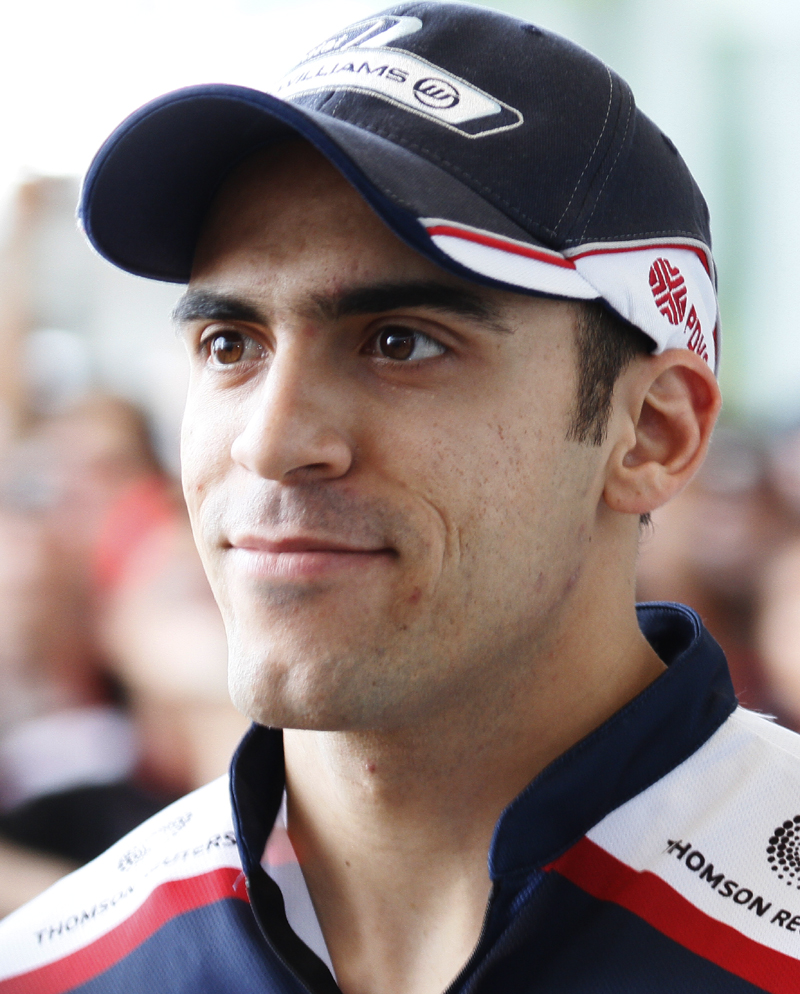
Pastor Maldonado (foto de 2011) fue campeón de GP2 Series con Rapax.

Nota: Como todos los equipos usan los chasis Dallara GP2/08 con el motor Mecachrome V8 de Renault y neumáticos Bridgestone, no se especifican los datos de los vehículos.
| Escudería                     | N.º | Piloto               | Rondas    |
| ----------------------------- | --- | -------------------- | --------- |
| ART Grand Prix                | 1   | Jules Bianchi        | Todas     |
| ART Grand Prix                | 2   | Sam Bird             | Todas     |
| Barwa Addax Team              | 3   | Giedo van der Garde  | Todas     |
| Barwa Addax Team              | 4   | Sergio Pérez         | Todas     |
| Super Nova Racing             | 5   | Josef Král           | 1–4, 10   |
| Super Nova Racing             | 5   | Luca Filippi         | 5–9       |
| Super Nova Racing             | 6   | Marcus Ericsson      | Todas     |
| Fat Burner Racing Engineering | 7   | Daniel Clos          | Todas     |
| Fat Burner Racing Engineering | 8   | Christian Vietoris   | 1–9       |
| Fat Burner Racing Engineering | 8   | Ho-Pin Tung          | 10        |
| iSport International          | 9   | Oliver Turvey        | Todas     |
| iSport International          | 10  | Davide Valsecchi     | Todas     |
| DAMS                          | 11  | Jérôme d'Ambrosio    | 1–5, 7–10 |
| DAMS                          | 11  | Romain Grosjean      | 6         |
| DAMS                          | 12  | Ho-Pin Tung          | 1–7       |
| DAMS                          | 12  | Romain Grosjean      | 8–10      |
| Rapax                         | 14  | Luiz Razia           | Todas     |
| Rapax                         | 15  | Pastor Maldonado     | Todas     |
| Arden International           | 16  | Charles Pic          | Todas     |
| Arden International           | 17  | Rodolfo González     | Todas     |
| Ocean Racing Technology       | 18  | Max Chilton          | Todas     |
| Ocean Racing Technology       | 19  | Fabio Leimer         | Todas     |
| Scuderia Coloni               | 20  | Alberto Valério      | 1–7       |
| Scuderia Coloni               | 20  | Álvaro Parente       | 8–9       |
| Scuderia Coloni               | 20  | James Jakes          | 10        |
| Scuderia Coloni               | 21  | Vladimir Arabadzhiev | 1–8       |
| Scuderia Coloni               | 21  | Brendon Hartley      | 9–10      |
| Trident Racing                | 24  | Johnny Cecotto Jr.   | 1–8       |
| Trident Racing                | 24  | Edoardo Piscopo      | 9         |
| Trident Racing                | 24  | Federico Leo         | 10        |
| Trident Racing                | 25  | Adrian Zaugg         | Todas     |
| David Price Racing            | 26  | Michael Herck        | Todas     |
| David Price Racing            | 27  | Giacomo Ricci        | 1–7       |
| David Price Racing            | 27  | Fabrizio Crestani    | 8–10      |

### Incidencias durante la temporada
- Josef Kral sufre un grave accidente que le fractura dos vértebras,[19] a partir del siguiente GP, le sustituye Luca Filippi.[4]

- Romain Grosjean sustituye a Jérôme d'Ambrosio en la ronda de Hockenheimring por una decisión del equipo.[9]

- En la primera vuelta de la carrera del sábado en el circuito de Hungaroring, Jules Bianchi y Ho Ping Tung colisionaron frontalmente. El francés se fracturó la segunda vértebra lumbar[20] y el chino también se fracturó una vértebra lumbar.[21] Para la siguiente cita en Spa, se anunció que Romain Grosjean substituiría a Tung,[10] Bianchi podría correr sin problemas.

- Álvaro Parente sustituye a Alberto Valerio a partir de la ronda de Spa-Francorchamps por la falta de buenos resultados por parte del brasileño.[13]
- Fabrizio Crestani debuta en la serie principal en Spa-Francorchamps replazando a su compatriota Giacomo Ricci.[18]
- Dani Clos, sufre un accidente en la primera carrera que le causa una fractura en una vértebra, es trasladado al hospital y no corre en la carrera del domingo.[22]

- Brendon Hartley sustituye a Vladimir Arabadzhiev en Italia por los malos resultados del piloto búlgaro.[15]
- Edoardo Piscopo sustituye ante su país a Johnny Cecotto, jr, quien no corre por no cumplir los objetivos de la temporada.[16]

- Federico Leo sustituye a Edoardo Piscopo para la última carrera.[17]
- James Jakes sustituye a Álvaro Parente en la última carrera, ya que este último sufre una fuerte otitis.[14]
- Christian Vietoris, no disputa la ronda ya que es ingresado en un hospital para ser operado de apendicitis.[23] Lo sustituye Ho-Pin Tung.[6]
- Josef Kral vuelve para la última carrera de GP2 sustituyendo a Luca Filippi.

## Calendario
El calendario de esta temporada tiene como novedad la inclusión de una ronda final en suelo asiático, como es Abu Dhabi en los Emiratos Árabes Unidos, que contabilizará para la GP2 Series y no para la GP2 Asia Series, como ha ocurrido hasta la temporada pasada de esta competición.
| Rondas | Rondas | Circuito                                     | País                   | Fecha            |
| ------ | ------ | -------------------------------------------- | ---------------------- | ---------------- |
| 1      | L      | Circuito de Barcelona-Cataluña, Montmeló     | España                 | 8 de mayo        |
| 1      | C      | Circuito de Barcelona-Cataluña, Montmeló     | España                 | 9 de mayo        |
| 2      | L      | Circuito de Mónaco, Montecarlo               | Mónaco                 | 14 de mayo       |
| 2      | C      | Circuito de Mónaco, Montecarlo               | Mónaco                 | 15 de mayo       |
| 3      | L      | Circuito de Estambul, Estambul               | Turquía                | 29 de mayo       |
| 3      | C      | Circuito de Estambul, Estambul               | Turquía                | 30 de mayo       |
| 4      | L      | Circuito urbano de Valencia, Valencia        | España                 | 26 de junio      |
| 4      | C      | Circuito urbano de Valencia, Valencia        | España                 | 27 de junio      |
| 5      | L      | Circuito de Silverstone, Silverstone         | Reino Unido            | 10 de julio      |
| 5      | C      | Circuito de Silverstone, Silverstone         | Reino Unido            | 11 de julio      |
| 6      | L      | Hockenheimring, Hockenheim                   | Alemania               | 24 de julio      |
| 6      | C      | Hockenheimring, Hockenheim                   | Alemania               | 25 de julio      |
| 7      | L      | Hungaroring, Budapest                        | Hungría                | 31 de julio      |
| 7      | C      | Hungaroring, Budapest                        | Hungría                | 1 de agosto      |
| 8      | L      | Circuito de Spa-Francorchamps, Francorchamps | Bélgica                | 28 de agosto     |
| 8      | C      | Circuito de Spa-Francorchamps, Francorchamps | Bélgica                | 29 de agosto     |
| 9      | L      | Autodromo Nazionale di Monza, Monza          | Italia                 | 11 de septiembre |
| 9      | C      | Autodromo Nazionale di Monza, Monza          | Italia                 | 12 de septiembre |
| 10     | L      | Circuito Yas Marina, Abu Dabi                | Emiratos Árabes Unidos | 13 de septiembre |
| 10     | C      | Circuito Yas Marina, Abu Dabi                | Emiratos Árabes Unidos | 14 de septiembre |

## Resultados

### Pretemporada
| Modalidad             | Circuito                   | Fecha                   | Hora del día | Mejor clasificado   | Escudería                     | Tiempo   |
| --------------------- | -------------------------- | ----------------------- | ------------ | ------------------- | ----------------------------- | -------- |
| Entrenamientos Libres | Jerez de la Frontera       | 6 de octubre de 2009    | Mañana       | Davide Valsecchi    | PPR.com Scuderia Coloni       | 1:26.408 |
| Entrenamientos Libres | Jerez de la Frontera       | 6 de octubre de 2009    | Tarde        | Jules Bianchi       | ART Grand Prix                | 1:26.919 |
| Entrenamientos Libres | Jerez de la Frontera       | 7 de octubre de 2009    | Mañana       | Giedo van der Garde | Barwa Addax Team              | 1:25.291 |
| Entrenamientos Libres | Jerez de la Frontera       | 7 de octubre de 2009    | Tarde        | Kamui Kobayashi     | Fat Burner Racing Engineering | 1:26.105 |
| Entrenamientos Libres | Jerez de la Frontera       | 8 de octubre de 2009    | Mañana       | Daniel Clos         | Fat Burner Racing Engineering | 1:28.875 |
| Entrenamientos Libres | Jerez de la Frontera       | 8 de octubre de 2009    | Tarde        | Marcus Ericsson     | ART Grand Prix                | 1:25.970 |
| Entrenamientos Libres | Paul Ricard (Le Castellet) | 10 de noviembre de 2009 | Mañana       | Michael Herck       | David Price Racing            | 1:12.976 |
| Entrenamientos Libres | Paul Ricard (Le Castellet) | 10 de noviembre de 2009 | Tarde        | Michael Herck       | David Price Racing            | 1:12.271 |
| Entrenamientos Libres | Paul Ricard (Le Castellet) | 11 de noviembre de 2009 | Mañana       | James Jakes         | Super Nova Racing             | 1:12.346 |
| Entrenamientos Libres | Paul Ricard (Le Castellet) | 11 de noviembre de 2009 | Tarde        | Luiz Razia          | Barwa Addax Team              | 1:12.416 |
| Entrenamientos Libres | Paul Ricard (Le Castellet) | 12 de noviembre de 2009 | Mañana       | James Jakes         | Super Nova Racing             | 1:12.516 |
| Entrenamientos Libres | Paul Ricard (Le Castellet) | 12 de noviembre de 2009 | Tarde        | Oliver Turvey       | iSport International          | 1:12.565 |
| Entrenamientos Libres | Paul Ricard (Le Castellet) | 23 de marzo de 2010     | Mañana       | Johnny Cecotto Jr.  | Trident Racing                | 1:14.674 |
| Entrenamientos Libres | Paul Ricard (Le Castellet) | 23 de marzo de 2010     | Tarde        | Pastor Maldonado    | Rapax                         | 1:12.987 |
| Entrenamientos Libres | Paul Ricard (Le Castellet) | 24 de marzo de 2010     | Mañana       | Dani Clos           | Fat Burner Racing Engineering | 1:10.288 |
| Entrenamientos Libres | Paul Ricard (Le Castellet) | 24 de marzo de 2010     | Tarde        | Pastor Maldonado    | Rapax                         | 1:09.769 |
| Entrenamientos Libres | Paul Ricard (Le Castellet) | 25 de marzo de 2010     | Mañana       | Jules Bianchi       | ART Grand Prix                | 1:10.268 |
| Entrenamientos Libres | Paul Ricard (Le Castellet) | 25 de marzo de 2010     | Tarde        | Pastor Maldonado    | Rapax                         | 1:09.784 |
| Entrenamientos Libres | Montmeló                   | 7 de abril de 2010      | Mañana       | Giedo van der Garde | Barwa Addax Team              | 1:28.145 |
| Entrenamientos Libres | Montmeló                   | 7 de abril de 2010      | Tarde        | Pastor Maldonado    | Rapax                         | 1:27.457 |
| Entrenamientos Libres | Montmeló                   | 8 de abril de 2010      | Mañana       | Jérôme d'Ambrosio   | DAMS                          | 1:27.182 |
| Entrenamientos Libres | Montmeló                   | 8 de abril de 2010      | Tarde        | Pastor Maldonado    | Rapax                         | 1:27.539 |
| Entrenamientos Libres | Montmeló                   | 9 de abril de 2010      | Mañana       | Christian Vietoris  | Fat Burner Racing Engineering | 1:27.284 |
| Entrenamientos Libres | Montmeló                   | 9 de abril de 2010      | Tarde        | Davide Valsecchi    | iSport International          | 1:28.682 |

### Temporada
| Ronda | Ronda | Ronda             | Pole Position     | Vuelta rápida    | Piloto ganador     | Escudería ganadora             | Resultados |
| ----- | ----- | ----------------- | ----------------- | ---------------- | ------------------ | ------------------------------ | ---------- |
| 1     | L     | Barcelona         | Jules Bianchi     | Sam Bird         | Charles Pic        | Arden International Motorsport | Resultados |
| 1     | C     | Barcelona         |                   | Fabio Leimer     | Fabio Leimer       | Ocean Racing Technology        | Resultados |
| 2     | L     | Montecarlo        | Dani Clos         | Sergio Pérez     | Sergio Pérez       | Barwa Addax Team               | Resultados |
| 2     | C     | Montecarlo        |                   | Sam Bird         | Jérôme d'Ambrosio  | DAMS                           | Resultados |
| 3     | L     | Estambul          | Davide Valsecchi  | Pastor Maldonado | Pastor Maldonado   | Rapax                          | Resultados |
| 3     | C     | Estambul          |                   | Dani Clos        | Dani Clos          | Racing Engineering             | Resultados |
| 4     | L     | Valencia          | Sergio Pérez      | Pastor Maldonado | Pastor Maldonado   | Rapax                          | Resultados |
| 4     | C     | Valencia          |                   | Pastor Maldonado | Marcus Ericsson    | Super Nova Racing              | Resultados |
| 5     | L     | Silverstone       | Jules Bianchi     | Pastor Maldonado | Pastor Maldonado   | Rapax                          | Resultados |
| 5     | C     | Silverstone       |                   | Sergio Pérez     | Sergio Pérez       | Barwa Addax Team               | Resultados |
| 6     | L     | Hockenheim        | Charles Pic       | Jules Bianchi    | Pastor Maldonado   | Rapax                          | Resultados |
| 6     | C     | Hockenheim        |                   | Sergio Pérez     | Sergio Pérez       | Barwa Addax Team               | Resultados |
| 7     | L     | Budapest          | Sam Bird          | Pastor Maldonado | Pastor Maldonado   | Rapax                          | Resultados |
| 7     | C     | Budapest          |                   | Giacomo Ricci    | Giacomo Ricci      | DPR                            | Resultados |
| 8     | L     | Spa-Francorchamps | Jérôme d'Ambrosio | Álvaro Parente   | Pastor Maldonado   | Rapax                          | Resultados |
| 8     | C     | Spa-Francorchamps |                   | Sergio Pérez     | Sergio Pérez       | Barwa Addax Team               | Resultados |
| 9     | L     | Monza             | Jules Bianchi     | Sam Bird         | Sam Bird           | ART Grand Prix                 | Resultados |
| 9     | C     | Monza             |                   | Sam Bird         | Christian Vietoris | Racing Engineering             | Resultados |
| 10    | L     | Yas Marina        | Oliver Turvey     | Sergio Pérez     | Sergio Pérez       | Barwa Addax Team               | Resultados |
| 10    | C     | Yas Marina        |                   | Luiz Razia       | Davide Valsecchi   | iSport International           | Resultados |

## Clasificaciones

### Campeonato de Pilotos
| Pos. | Piloto               | BAR | BAR | MON | MON | EST | EST | VAL | VAL | SIL | SIL | HOC | HOC | BUD | BUD | SPA | SPA | MNZ | MNZ | YMC | YMC | Puntos |
| ---- | -------------------- | --- | --- | --- | --- | --- | --- | --- | --- | --- | --- | --- | --- | --- | --- | --- | --- | --- | --- | --- | --- | ------ |
| 1    | Pastor Maldonado     | 6   | 3   | 2   | 11  | 1   | 6   | 1   | 4   | 1   | 4   | 1   | 20† | 1   | DSQ | 1   | Ret | Ret | Ret | 17  | 10  | 87     |
| 2    | Sergio Pérez         | 4   | Ret | 1   | 6   | DSQ | 7   | 11  | 16  | 5   | 1   | 2   | 1   | 3   | Ret | 7   | 1   | Ret | 13  | 1   | Ret | 71     |
| 3    | Jules Bianchi        | Ret | 12  | 4   | 3   | Ret | 13  | 2   | Ret | 2   | 5   | 5   | 4   | Ret | DNS | 14  | Ret | 2   | 4   | 18  | 8   | 53     |
| 4    | Dani Clos            | 3   | 6   | 3   | Ret | 8   | 1   | 5   | 7   | 3   | 3   | 4   | 6   | 16  | 7   | Ret | DNS | Ret | 12  | 4   | 4   | 51     |
| 5    | Sam Bird             | 9   | 4   | 18  | 10  | 3   | 10  | 3   | 10  | 4   | DNS | 14  | 5   | 13  | Ret | Ret | 12  | 1   | 3   | 3   | Ret | 48     |
| 6    | Oliver Turvey        | 5   | 5   | 15  | 15  | 14  | 18  | Ret | 12  | 8   | 2   | 8   | 2   | 4   | 5   | 6   | 5   | 3   | 6   | 2   | 6   | 48     |
| 7    | Giedo van der Garde  | 20  | 9   | 6   | 2   | 4   | 3   | 4   | 2   | 9   | 7   | 12  | 9   | 5   | 4   | 9   | 2   | Ret | Ret | Ret | 19  | 39     |
| 8    | Davide Valsecchi     | 10  | 11  | Ret | 16  | 2   | 4   | 10  | 6   | 7   | 6   | 17  | 18  | 9   | 3   | 18  | 8   | 9   | 16  | 5   | 1   | 31     |
| 9    | Christian Vietoris   | Ret | 18  | 14  | DNS | 7   | Ret | 12  | Ret | 6   | 10  | Ret | 10  | 2   | 2   | 11  | Ret | 4   | 1   |     |     | 29     |
| 10   | Charles Pic          | 1   | 7   | 11  | 7   | Ret | DNS | 6   | 5   | 10  | 8   | 3   | 17  | 11  | 9   | 4   | Ret | 11  | 8   | 20  | 12  | 28     |
| 11   | Luiz Razia           | 7   | 2   | 7   | 5   | 5   | 2   | Ret | Ret | Ret | 15  | Ret | 13  | 10  | Ret | 16  | 10  | Ret | 10  | 7   | 2   | 27     |
| 12   | Jérôme d'Ambrosio    | Ret | 13  | 8   | 1   | 10  | 8   | Ret | 8   | 11  | 11  |     |     | 6   | Ret | Ret | Ret | 5   | 2   | 14  | 9   | 21     |
| 13   | Giacomo Ricci        | 2   | 8   | 17  | Ret | Ret | 17  | Ret | Ret | 13  | 12  | 16† | 11  | 8   | 1   |     |     |     |     |     |     | 16     |
| 14   | Romain Grosjean      |     |     |     |     |     |     |     |     |     |     | 20  | 19† |     |     | 3   | 6   | 13  | 17† | 6   | 3   | 14     |
| 15   | Álvaro Parente       |     |     |     |     |     |     |     |     |     |     |     |     |     |     | 2   | 3   | 12  | 9   |     |     | 13     |
| 16   | Michael Herck        | 17  | 21  | 16  | Ret | 6   | 5   | 8   | 3   | 22  | 14  | 9   | 8   | 7   | Ret | Ret | 13  | Ret | Ret | 16  | 11  | 12     |
| 17   | Marcus Ericsson      | 11  | Ret | 12  | 9   | Ret | Ret | 7   | 1   | 12  | 18  | 6   | Ret | 12  | 10  | 13  | 7   | Ret | 11  | 11  | 20† | 11     |
| 18   | Adrian Zaugg         | 16  | 15  | Ret | 12  | Ret | Ret | 14  | 15  | 15  | 21  | 7   | 3   | 15  | 8   | 15  | 9   | 6   | 7   | Ret | DNS | 9      |
| 19   | Fabio Leimer         | 8   | 1   | Ret | 17  | 13  | 15  | Ret | Ret | 17  | 13  | 21† | Ret | Ret | 11  | 12  | Ret | Ret | DNS | Ret | 16  | 8      |
| 20   | Luca Filippi         |     |     |     |     |     |     |     |     | 20  | 9   | 10  | 7   | 14  | 6   | 5   | Ret | Ret | 14  |     |     | 5      |
| 21   | Rodolfo González     | 15  | 14  | 10  | Ret | 16  | 16  | Ret | Ret | 16  | 20  | 18  | Ret | Ret | 15  | 8   | 4   | Ret | Ret | 10  | 17  | 4      |
| 22   | Alberto Valerio      | 14  | Ret | 5   | Ret | 17† | 19  | 9   | Ret | 14  | 22  | 11  | 12  | Ret | 12  |     |     |     |     |     |     | 4      |
| 23   | Johnny Cecotto, Jr.  | Ret | 17  | 9   | 4   | 12  | 12  | Ret | 14  | 18  | 23  | 13  | Ret | Ret | 13  | 10  | Ret |     |     |     |     | 3      |
| 24   | Max Chilton          | 18  | 16  | Ret | 14  | 9   | 11  | Ret | 11  | 19  | 19  | 19  | 16  | 17  | 16  | 17  | 11  | 8   | 5   | 12  | 13  | 3      |
| 25   | Josef Král           | 12  | 19  | 13  | 8   | 15  | 14  | Ret | Ret |     |     |     |     |     |     |     |     |     |     | 8   | 5   | 3      |
| 26   | Edoardo Piscopo      |     |     |     |     |     |     |     |     |     |     |     |     |     |     |     |     | 7   | Ret |     |     | 2      |
| 27   | Brendon Hartley      |     |     |     |     |     |     |     |     |     |     |     |     |     |     |     |     | Ret | Ret | 9   | 7   | 0      |
| 28   | Ho-Pin Tung          | 13  | 10  | Ret | Ret | 11  | 9   | Ret | 13  | Ret | 15  | Ret | 14  | Ret | DNS |     |     |     |     | Ret | 14  | 0      |
| 29   | Vladimir Arabadzhiev | 19  | 20  | Ret | 13  | Ret | Ret | 13† | 9   | 21  | 17  | 15  | 15  | 18  | 14  | 19  | Ret |     |     |     |     | 0      |
| 30   | Fabrizio Crestani    |     |     |     |     |     |     |     |     |     |     |     |     |     |     | Ret | 14  | 10  | 15  | 15  | 15  | 0      |
| 32   | James Jakes          |     |     |     |     |     |     |     |     |     |     |     |     |     |     |     |     |     |     | 15  | 18  | 0      |
| 31   | Federico Leo         |     |     |     |     |     |     |     |     |     |     |     |     |     |     |     |     |     |     | 19  | Ret | 0      |
| Pos. | Piloto               | BAR | BAR | MON | MON | EST | EST | VAL | VAL | SIL | SIL | HOC | HOC | BUD | BUD | SPA | SPA | MNZ | MNZ | YMC | YMC | Puntos |

| Color     | Resultado              |
| --------- | ---------------------- |
| Oro       | Ganador                |
| Plata     | 2.ª plaza              |
| Bronce    | 3.ª plaza              |
| Verde     | Finalizó en los puntos |
| Azul      | Finalizó sin puntos    |
| Azul      | NC - No clasificado    |
| Violeta   | Ret - No terminó       |
| Rojo      | DNQ - No se clasificó  |
| Negro     | DSQ - Descalificado    |
| Blanco    | DNS - No empezó        |
| Blanco    | WD - Retirado          |
| Blanco    | C - Carrera cancelada  |
| Sin color | DNP - No participó     |
| Sin color | INJ - Lesionado        |
| Sin color | EX - Excluido          |

| Estado  | Resultado |
| ------- | --- |
| Negrita | Pole position |
| Cursiva | Vuelta rápida puntuable, el piloto cumplió los requisitos para ser bonificado con uno o más puntos por lograr la vuelta rápida |
| †       | Abandona, pero clasifica al completar el porcentaje requerido para ello                                                        |

### Campeonato de Escuderías
| Pos. | Equipo                         | N.º | BAR | BAR | MON | MON | EST | EST | VAL | VAL | SIL | SIL | HOC | HOC | BUD | BUD | SPA | SPA | MNZ | MNZ | YMC | YMC | Puntos |
| ---- | ------------------------------ | --- | --- | --- | --- | --- | --- | --- | --- | --- | --- | --- | --- | --- | --- | --- | --- | --- | --- | --- | --- | --- | ------ |
| 1    | Rapax                          | 14  | 7   | 2   | 7   | 5   | 5   | 2   | Ret | Ret | Ret | 15  | Ret | 13  | 10  | Ret | 16  | 10  | Ret | 10  | 7   | 2   | 114    |
| 1    | Rapax                          | 15  | 6   | 3   | 2   | 11  | 1   | 6   | 1   | 4   | 1   | 4   | 1   | 20† | 1   | DSQ | 1   | Ret | Ret | Ret | 17  | 10  | 114    |
| 2    | Barwa Addax Team               | 3   | 20  | 9   | 6   | 2   | 4   | 3   | 4   | 2   | 9   | 7   | 12  | 9   | 5   | 4   | 9   | 2   | Ret | Ret | Ret | 19  | 110    |
| 2    | Barwa Addax Team               | 4   | 4   | Ret | 1   | 6   | DSQ | 7   | 11  | 16  | 5   | 1   | 2   | 1   | 3   | Ret | 7   | 1   | Ret | 13  | 1   | Ret | 110    |
| 3    | ART Grand Prix                 | 1   | Ret | 12  | 4   | 3   | Ret | 13  | 2   | Ret | 2   | 5   | 5   | 4   | Ret | DNS | 14  | Ret | 2   | 4   | 18  | Ret | 101    |
| 3    | ART Grand Prix                 | 2   | 9   | 4   | 18  | 10  | 3   | 10  | 3   | 10  | 4   | DNS | 14  | 5   | 13  | Ret | Ret | 12  | 1   | 3   | 3   | 8   | 101    |
| 4    | Racing Engineering             | 7   | 3   | 6   | 3   | Ret | 8   | 1   | 5   | 7   | 3   | 3   | 4   | 6   | 16  | 7   | Ret | DNS | Ret | 12  | 4   | 4   | 80     |
| 4    | Racing Engineering             | 8   | Ret | 18  | 14  | DNS | 7   | Ret | 12  | Ret | 6   | 10  | Ret | 10  | 2   | 2   | 11  | Ret | 4   | 1   | Ret | 14  | 80     |
| 5    | iSport International           | 9   | 5   | 5   | 15  | 15  | 14  | 18  | Ret | 12  | 8   | 2   | 8   | 2   | 4   | 5   | 6   | 5   | 3   | 6   | 2   | 6   | 79     |
| 5    | iSport International           | 10  | 10  | 11  | Ret | 16  | 2   | 4   | 10  | 6   | 7   | 6   | 17  | 18  | 9   | 3   | 18  | 8   | 9   | 16  | 5   | 1   | 79     |
| 6    | DAMS                           | 11  | Ret | 13  | 8   | 1   | 10  | 8   | Ret | 8   | 11  | 11  | 20  | 19† | 6   | Ret | Ret | Ret | 5   | 2   | 14  | 9   | 35     |
| 6    | DAMS                           | 12  | 13  | 10  | Ret | Ret | 11  | 9   | Ret | 13  | Ret | 15  | Ret | 14  | Ret | DNS | 3   | 6   | 13  | 17† | 6   | 3   | 35     |
| 7    | Arden International Motorsport | 16  | 1   | 7   | 11  | 7   | Ret | DNS | 6   | 5   | 10  | 8   | 3   | 17  | 11  | 9   | 4   | Ret | 11  | 8   | 20  | 12  | 32     |
| 7    | Arden International Motorsport | 17  | 15  | 14  | 10  | Ret | 16  | 16  | Ret | Ret | 16  | 20  | 18  | Ret | Ret | 15  | 8   | 4   | Ret | Ret | 10  | 17  | 32     |
| 8    | DPR                            | 26  | 17  | 21  | 16  | Ret | 6   | 5   | 8   | 3   | 22  | 14  | 9   | 8   | 7   | Ret | Ret | 13  | Ret | Ret | 16  | 11  | 28     |
| 8    | DPR                            | 27  | 2   | 8   | 17  | Ret | Ret | 17  | Ret | Ret | 13  | 12  | 16† | 11  | 8   | 1   | Ret | 14  | 10  | 15  | 13  | 15  | 28     |
| 9    | Super Nova Racing              | 5   | 12  | 19  | 13  | 8   | 15  | 14  | Ret | Ret | 20  | 9   | 10  | 7   | 14  | 6   | 5   | Ret | Ret | 14  | 8   | 5   | 19     |
| 9    | Super Nova Racing              | 6   | 11  | Ret | 12  | 9   | Ret | Ret | 7   | 1   | 12  | 18  | 6   | Ret | 12  | 10  | 13  | 7   | Ret | 11  | 11  | 20† | 19     |
| 10   | Scuderia Coloni                | 20  | 14  | Ret | 5   | Ret | 17† | 19  | 9   | Ret | 14  | 22  | 11  | 12  | Ret | 12  | 2   | 3   | 12  | 9   | 15  | 18  | 17     |
| 10   | Scuderia Coloni                | 21  | 19  | 20  | Ret | 13  | Ret | Ret | 13† | 9   | 21  | 17  | 15  | 15  | 18  | 14  | 19  | Ret | Ret | Ret | 9   | 7   | 17     |
| 11   | Trident Racing                 | 24  | Ret | 17  | 9   | 4   | 12  | 12  | Ret | 14  | 18  | 23  | 13  | Ret | Ret | 13  | 10  | Ret | 7   | Ret | 19  | Ret | 14     |
| 11   | Trident Racing                 | 25  | 16  | 15  | Ret | 12  | Ret | Ret | 14  | 15  | 15  | 21  | 7   | 3   | 15  | 8   | 15  | 9   | 6   | 7   | Ret | DNS | 14     |
| 12   | Ocean Racing Technology        | 18  | 18  | 16  | Ret | 14  | 9   | 11  | Ret | 11  | 19  | 19  | 19  | 16  | 17  | 16  | 17  | 11  | 8   | 5   | 12  | 13  | 11     |
| 12   | Ocean Racing Technology        | 19  | 8   | 1   | Ret | 17  | 13  | 15  | Ret | Ret | 17  | 13  | 21† | Ret | Ret | 11  | 12  | Ret | Ret | DNS | Ret | 16  | 11     |
| Pos. | Equipo                         | N.º | BAR | BAR | MON | MON | EST | EST | VAL | VAL | SIL | SIL | HOC | HOC | BUD | BUD | SPA | SPA | MNZ | MNZ | YMC | YMC | Puntos |

| Color     | Resultado              |
| --------- | ---------------------- |
| Oro       | Ganador                |
| Plata     | 2.ª plaza              |
| Bronce    | 3.ª plaza              |
| Verde     | Finalizó en los puntos |
| Azul      | Finalizó sin puntos    |
| Azul      | NC - No clasificado    |
| Violeta   | Ret - No terminó       |
| Rojo      | DNQ - No se clasificó  |
| Negro     | DSQ - Descalificado    |
| Blanco    | DNS - No empezó        |
| Blanco    | WD - Retirado          |
| Blanco    | C - Carrera cancelada  |
| Sin color | DNP - No participó     |
| Sin color | INJ - Lesionado        |
| Sin color | EX - Excluido          |

| Estado  | Resultado |
| ------- | --- |
| Negrita | Pole position |
| Cursiva | Vuelta rápida puntuable, el piloto cumplió los requisitos para ser bonificado con uno o más puntos por lograr la vuelta rápida |
| †       | Abandona, pero clasifica al completar el porcentaje requerido para ello                                                        |

## Estadísticas

### Campeonato de Pilotos
| Pos. | Piloto               | Escudería               | Carreras | Victorias | Porcentaje de victorias | Podios | Poles | Vueltas rápidas | Puntos |
| ---- | -------------------- | ----------------------- | -------- | --------- | ----------------------- | ------ | ----- | --------------- | ------ |
| 1    | Pastor Maldonado     | Rapax                   | 20       | 6         | 30%                     | 8      |       | 5               | 87     |
| 2    | Sergio Pérez         | Barwa Addax Team        | 20       | 5         | 25%                     | 7      | 1     | 5               | 71     |
| 3    | Jules Bianchi        | ART Grand Prix          | 19       |           |                         | 4      | 3     | 2               | 53     |
| 4    | Dani Clos            | Racing Engineering      | 19       | 1         | 5,3%                    | 5      | 1     | 1               | 51     |
| 5    | Sam Bird             | ART Grand Prix          | 19       | 1         | 5,3%                    | 5      | 1     | 4               | 48     |
| 6    | Oliver Turvey        | iSport International    | 20       |           |                         | 4      | 1     |                 | 48     |
| 7    | Giedo van der Garde  | Barwa Addax Team        | 20       |           |                         | 4      |       |                 | 39     |
| 8    | Davide Valsecchi     | iSport International    | 20       | 1         | 5%                      | 3      | 1     |                 | 31     |
| 9    | Christian Vietoris   | Racing Engineering      | 17       | 1         | 5,9%                    | 3      |       |                 | 29     |
| 10   | Charles Pic          | Arden International     | 19       | 1         | 5,3%                    | 2      | 1     |                 | 28     |
| 11   | Luiz Razia           | Rapax                   | 20       |           |                         | 3      |       |                 | 27     |
| 12   | Jérôme d'Ambrosio    | DAMS                    | 18       | 1         | 5,6%                    | 2      | 1     |                 | 21     |
| 13   | Giacomo Ricci        | David Price Racing      | 14       | 1         | 7,1%                    | 2      |       | 1               | 16     |
| 14   | Romain Grosjean      | DAMS                    | 8        |           |                         | 2      |       |                 | 14     |
| 15   | Álvaro Parente       | Scuderia Coloni         | 4        |           |                         | 2      |       | 1               | 13     |
| 16   | Michael Herck        | David Price Racing      | 20       |           |                         | 1      |       |                 | 12     |
| 17   | Marcus Ericsson      | Super Nova Racing       | 20       | 1         | 5%                      | 1      |       |                 | 11     |
| 18   | Adrian Zaugg         | Trident Racing          | 19       |           |                         | 1      |       |                 | 9      |
| 19   | Fabio Leimer         | Ocean Racing Technology | 19       | 1         | 5,3%                    | 1      |       | 1               | 8      |
| 20   | Luca Filippi         | Super Nova Racing       | 10       |           |                         |        |       |                 | 5      |
| 21   | Rodolfo González     | Arden International     | 20       |           |                         |        |       |                 | 4      |
| 22   | Alberto Valerio      | Scuderia Coloni         | 14       |           |                         |        |       |                 | 4      |
| 23   | Johnny Cecotto, Jr.  | Trident Racing          | 16       |           |                         |        |       |                 | 3      |
| 24   | Max Chilton          | Ocean Racing Technology | 20       |           |                         |        |       |                 | 3      |
| 25   | Josef Král           | Super Nova Racing       | 10       |           |                         |        |       |                 | 3      |
| 26   | Edoardo Piscopo      | Trident Racing          | 2        |           |                         |        |       |                 | 2      |
| 27   | Brendon Hartley      | Scuderia Coloni         | 4        |           |                         |        |       |                 | 0      |
| 28   | Ho-Pin Tung          | DAMS Racing Engineering | 15       |           |                         |        |       |                 | 0      |
| 29   | Vladimir Arabadzhiev | Scuderia Coloni         | 16       |           |                         |        |       |                 | 0      |
| 30   | Fabrizio Crestani    | David Price Racing      | 6        |           |                         |        |       |                 | 0      |
| 31   | James Jakes          | Scuderia Coloni         | 2        |           |                         |        |       |                 | 0      |
| 32   | Federico Leo         | Trident Racing          | 2        |           |                         |        |       |                 | 0      |

### Campeonato de Escuderías
| Pos. | Escudería               | Carreras | Victorias | Podios | Poles | Vueltas rápidas | Puntos |
| ---- | ----------------------- | -------- | --------- | ------ | ----- | --------------- | ------ |
| 1    | Rapax                   | 40       | 6         | 11     |       | 5               | 114    |
| 2    | Barwa Addax Team        | 40       | 5         | 11     | 1     | 5               | 110    |
| 3    | ART Grand Prix          | 38       | 1         | 9      | 4     | 6               | 101    |
| 4    | Racing Engineering      | 38       | 2         | 8      | 1     | 1               | 80     |
| 5    | iSport International    | 40       | 1         | 7      | 2     |                 | 79     |
| 6    | DAMS                    | 39       | 1         | 2      | 1     |                 | 35     |
| 7    | Arden International     | 39       | 1         | 2      | 1     |                 | 32     |
| 8    | David Price Racing      | 40       | 1         | 3      |       | 1               | 28     |
| 9    | Super Nova Racing       | 40       | 1         | 1      |       |                 | 19     |
| 10   | Scuderia Coloni         | 40       |           | 2      |       | 1               | 17     |
| 11   | Trident Racing          | 39       |           | 1      |       |                 | 14     |
| 12   | Ocean Racing Technology | 39       | 1         | 1      |       | 1               | 11     |